# Данчевський Володимир Якимович
Данчевський Володимир Якимович — колишній народний депутат України.
Народився 16.05.1936 (с. Яблунівка, Стрийський район, Львівська область) в селянській сім'ї; українець; одружений; має 2 дітей.
Освіта: Львівський лісотехнічний інститут, інженер-технолог.
Народний депутат України 12 склик. з 03.1990 (2-й тур) до 04.1994, Мукачівський. міськ. виб. окр. № 168, Закарпатська область. Член Комісії у питаннях соціальної політики та праці. Група «Промисловці».
- З 1957 — на підприємствах РРФСР.
- З 1965 — начальник цеху, заступник директора, Мукачівський меблевий комбінат.
- 1980—1984 — директор, Мукачівський завод торгового обладнання.
- Потім — директор Мукачівської експериментальної лижної фабрики.

Член КПРС (1968—1991).

## Джерело
- Довідка [Архівовано 14 лютого 2019 у Wayback Machine.]